# Takifugu oblongus
Takifugu oblongus е вид лъчеперка от семейство Tetraodontidae. Видът не е застрашен от изчезване.

## Разпространение и местообитание
Разпространен е в Австралия, Бангладеш, Вануату, Виетнам, Гуам, Индия (Андамански и Никобарски острови), Индонезия, Камбоджа, Кирибати, Китай, Малайзия, Малки далечни острови на САЩ (Уейк), Маршалови острови, Мианмар, Микронезия, Науру, Нова Каледония, Палау, Папуа Нова Гвинея, Параселски острови, Провинции в КНР, Северни Мариански острови, Сейшели, Сингапур, Соломонови острови, Острови Спратли, Тайван, Тайланд, Тонга, Тувалу, Уолис и Футуна, Фиджи, Филипини, Шри Ланка, Южна Африка, Южна Корея и Япония.
Обитава полусолени водоеми и морета. Среща се на дълбочина от 51 до 88 m, при температура на водата около 18,5 °C и соленост 35,3 ‰.

## Описание
На дължина достигат до 40 cm.